# Paramount Pictures
Paramount Pictures, oficjalnie Paramount Pictures Corporation – amerykańska wytwórnia filmowa założona 8 maja 1912 roku przez Adolpha Zukora, zajmująca się produkcją i dystrybucją filmów, mająca swą siedzibę pod adresem 5555 Melrose Avenue w Hollywood. Jest ona drugą najstarszą działającą wytwórnią w USA (zaraz po Universal Pictures) oraz piątą najstarszą na świecie. Większość jej udziałów posiada korporacja Paramount Global.
Założycielem Paramount Pictures był Adolph Zukor. Firma przez dwa pierwsze lata istnienia nosiła nazwę Famous Players Film Company. Pierwszymi partnerami Zukora byli Daniel Frohman i Charles Frohman. W 1914 roku dołączył do niego Jesse L. Lasky, właściciel niewielkiej wytwórni Lasky Feature Play Company (sponsorowanej w części przez Samuela Goldwyna), dla którego pracował jeszcze mało znany reżyser teatralny Cecil B. DeMille (który stać się miał potem renomowanym reżyserem filmowym).
Dziś Paramount Pictures to także jeden z największych producentów i dystrybutorów programów i seriali dla sieci telewizyjnych i kablowych. Udostępnia ponad 55 000 godzin swojego programu rocznie stacjom telewizyjnym w 125 krajach, w 30 wersjach językowych. W lutym 2006 roku Paramount ogłosił zakup przedsiębiorstwa DreamWorks.
W 2013 roku Paramount Pictures ogłosiło oficjalną informację, że powraca do produkowania seriali. Jednocześnie reaktywowano działalność Paramount Television (obecnie Paramount Television Studios). W 2014 roku było pierwszym dużym studiem w Hollywood, które zaczęło rozpowszechniać wszystkie swoje filmy tylko w cyfrowej formie.
Pierwsze polskie biuro Paramount istniało w II Rzeczypospolitej i mieściło się w Warszawie na ulicy Siennej 6 (niedaleko polskie filii Columbia Pictures). Spółka wydawała własny periodyk „Doradca Filmowy”.
Od 19 marca 2015 roku w Polsce jest dostępny międzynarodowy kanał filmowy Paramount Channel emitujący filmy głównie Paramount i wytwórni związanych tylko z Hollywood.